# Eyaletul Silistra
Eyaletul Silistra (în turcă otomană ایالت سیلیستره, transliterat: Eyālet-i Sīlīstrê; ulterior a fost cunoscut și ca Eyaletul Özü) a fost un eyalet din Imperiul otoman, situat de-a lungul litoralului Mării Negre și malului sudic al Dunării. Cetatea Albă a fost de asemenea sub jurisdicția eyaletului, ajungând la est până la Oceac (azi, în Ucraina). Suprafața sa, raportată din secolul al XIX-lea, constituia 71.140 kmp .

## Diviziuni administrative
| Conform lui Sancak Tevcih Defteri, eyaletul era constituit din 8 sangeacuri între 1700 și 1730, după cum urmează : 1. Sangeacul Özi (Pașa Sancağı , Nipru), cu centrul la Özi-Cale (Oceac) 2. Sangeacul Silistre (Silistra) 3. Sangeacul Vidin (Vidin) 4. Sangeacul Niğbolu (Nicopole) 5. Sangeacul Kırk Kilise (Kırklareli) 6. Sangeacul Çirmen (Ormenio) 7. Sangeacul Vize (Vize) 8. Sangeacul Tağan Geçidi (→1699) | Sangeacuri din secolul al XIX-lea d.C.: 1. Sangeacul Nikopoli 2. Sangeacul Çirmen 3. Sangeacul Vize 4. Sangeacul Kırk Kilise 5. Sangeacul Akkerman (Cetatea Albă) 6. Sangeacul Widdin |